# 뷰티풀 투모로우
"뷰티풀 투모로우"는 2017년에 개봉한 박효신 7집 'I am A Dreamer' 뮤직 비디오 영화이다.

## 개요
6년만의 정규 앨범 7집 'I am A Dreamer>로 돌아온 ‘박효신’이 음악적 소울메이트인 ‘정재일’과 함께 쿠바로 떠나 자유롭게 음악작업을 하며 7집 앨범을 완성해가는 모습을 담은 블럭 뮤직비디오다.

## 출연진
- 박효신
- 정재일
- 에드가 킨테로